# ساسات

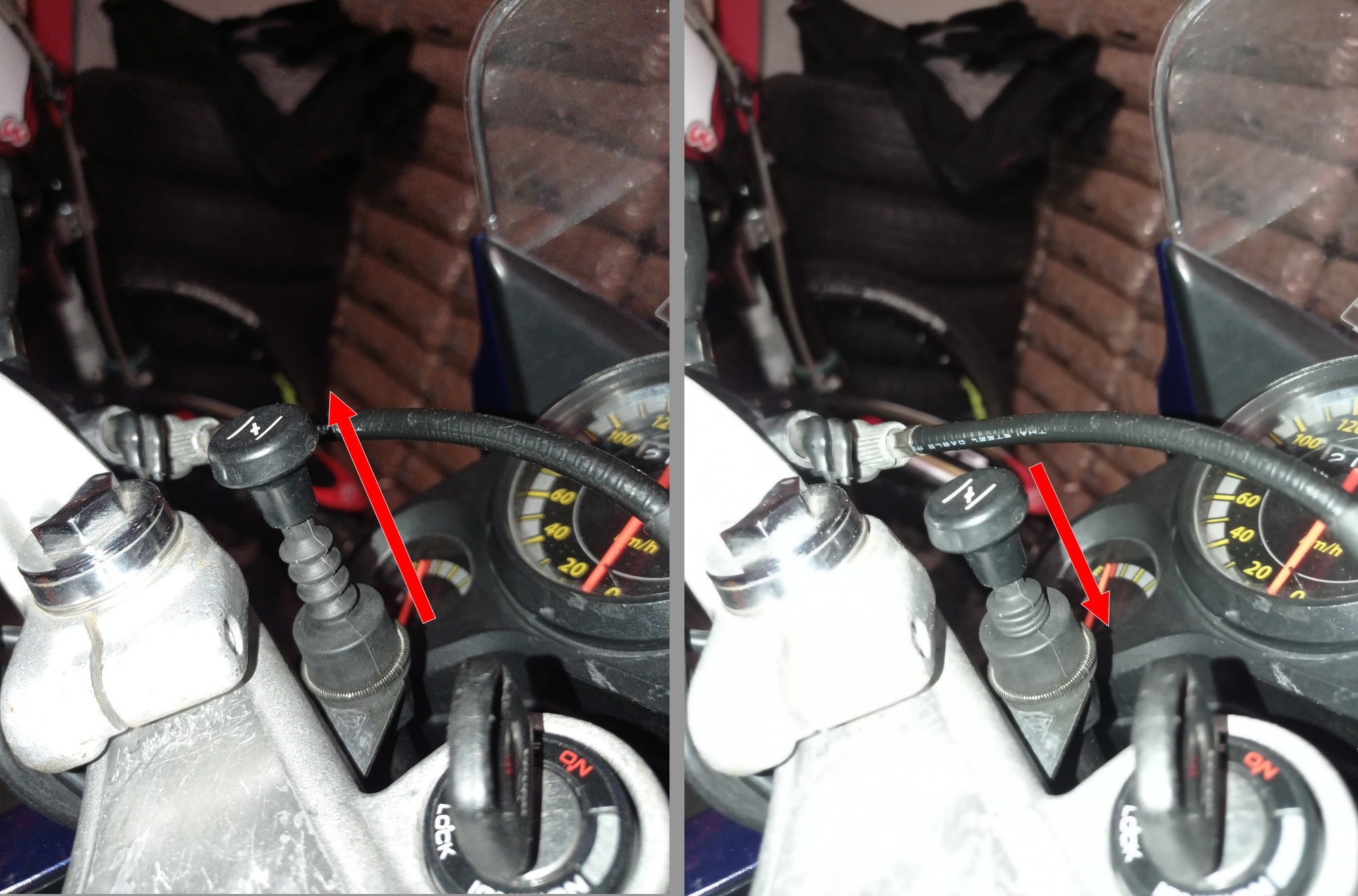
ساسات

ساسات در وسائل نقلیه به دکمه دریچه هوای کاربراتور گفته می شود.
دکمه ساسات در جلوی راننده قرار گرفته با کشیدن آن دریچه هوا کم و بیش بسته شده و هوای کمتری برای آمیختن با بنزین وارد کاربراتور می شود که باعث می شود موتور در هوای سرد بهتر روشن شود.
امروزه خودروها دیگر اغلب دارای دکمه ویژه‌ای برای این کار نبوده، ساسات آنها خودکار انجام وظیفه می‌کند. به محض اینکه موتور سرد می‌شود دریچه ساسات خودبخود بسته شده و با گرم شدن موتور دریچه باز می‌شود.استِپر موتور در خودروهای جدیدتر کار ساسات را به صورت اتوماتیک انجام میدهد.